# Kriegerdenkmal Roda
Das Kriegerdenkmal Roda ist ein denkmalgeschütztes Kriegerdenkmal im Ortsteil Roda der Stadt Osterfeld in Sachsen-Anhalt. Im örtlichen Denkmalverzeichnis ist die Gedenkstätte unter der Erfassungsnummer 094 86438 als Baudenkmal verzeichnet.
Das Kriegerdenkmal in Roda wurde am 2. September 1899 eingeweiht und wurde als Erinnerung an die Gefallenen des Deutsch-Französischen Kriegs errichtet. Es handelt sich hierbei um eine aus Feldsteinen gemauerte Stele in die eine Gedenktafel eingelassen ist. Die Stele steht auf einen Sockel aus Sandstein. Die Gedenktafel enthält die Inschrift An den glorreichen Feldzügen nahmen teil: 1866,1870 – 71 Gewidmet von der Gemeinde Roda am 2. September 1899 sowie die Namen der Gefallenen.

## Quelle
- Kriegerdenkmal Roda, abgerufen am 21. September 2017.